# Cephalaria mauritanica
Cephalaria mauritanica là một loài thực vật có hoa trong họ Kim ngân. Loài này được Pomel mô tả khoa học đầu tiên năm 1874.